# Héctor Puricelli
Héctor Puricelli Seña, ale spíše známý jako Ettore Puricelli (15. září 1916, Montevideo, Uruguay – 14. května 2001, Řím, Itálie) byl italský fotbalový útočník, který se narodil a fotbalovou kariéru začal v Uruguayi.

## Kariéra

### Fotbalista
Do Boloně přišel v roce 1938, když mu bylo 32 let. Byl výborný hlavičkář a právě hlavou vstřelil spoustu branek, které zařídily dva tituly v lize a též vyhrál tabulku střelců (1938/39, 1940/41). Za pět sezon vstřelil v lize 72 branek. Po 2. světové válce odehrál pět let v Miláně a i zde střílel branky. V 79 utkání jich měl 40. Kariéru zakončil v roce 1951 v Legnanu, kde hrál dva roky.
Za italskou reprezentací odehrál jen jedno přátelské utkání v roce 1939 proti Švýcarsku. V utkání vstřelil jedinou branku při prohře 3:1.

### Trenér
Po fotbalové kariéře se stal na dlouhých 29 let trenérem. Největším úspěchem pro něj bylo vítězství v lize (1954/55), hned při prvním angažmá. Ve vítězné sezoně vystřídal v Miláně Guttmanna. S klubem Varese vyhrál dvě sezony po sobě nižší ligu a vždy postoupil výš až do nejvyšší ligy.Do konce trenérské kariéry vystřídal celkem 12 klubů. Nejdéle působil ve Foggii, kde strávil celkem sedm sezon.

## Hráčská statistika
| Sezóna            | Klub              | Liga              | Liga   | Liga | Ligové poháry | Ligové poháry | Ligové poháry | Kontinentální poháry | Kontinentální poháry | Kontinentální poháry | Celkem | Celkem |
| Sezóna            | Klub              | Soutěž            | Zápasy | Góly | Soutěž        | Zápasy        | Góly          | Soutěž               | Zápasy               | Góly                 | Zápasy | Góly   |
| ----------------- | ----------------- | ----------------- | ------ | ---- | ------------- | ------------- | ------------- | -------------------- | -------------------- | -------------------- | ------ | ------ |
| 1938/39           | Boloňa            | Serie A           | 38     | 19   | IP            | 1             | 0             | Stř. P               | 3                    | 4                    | 32     | 23     |
| 1939/40           | Boloňa            | Serie A           | 30     | 15   | IP            | 0             | 0             | -                    | 0                    | 0                    | 30     | 15     |
| 1940/41           | Boloňa            | Serie A           | 27     | 22   | IP            | 3             | 6             | -                    | 0                    | 0                    | 30     | 28     |
| 1941/42           | Boloňa            | Serie A           | 28     | 14   | IP            | 3             | 2             | -                    | 0                    | 0                    | 31     | 16     |
| 1942/43           | Boloňa            | Serie A           | 20     | 10   | IP            | 2             | 1             | -                    | 0                    | 0                    | 22     | 1      |
| 1944              | Boloňa            | Národní divize    | 6      | 8    | -             | 0             | 0             | -                    | 0                    | 0                    | 6      | 8      |
| Celkem za Boloňu  | Celkem za Boloňu  | Celkem za Boloňu  | 133    | 80   | -             | 9             | 9             | -                    | 3                    | 4                    | 145    | 93     |
| 1945/46           | Milán             | Národní divize    | 37     | 15   | -             | 0             | 0             | -                    | 0                    | 0                    | 37     | 15     |
| 1946/47           | Milán             | Serie A           | 34     | 21   | -             | 0             | 0             | -                    | 0                    | 0                    | 34     | 21     |
| 1947/48           | Milán             | Serie A           | 34     | 17   | -             | 0             | 0             | -                    | 0                    | 0                    | 34     | 17     |
| 1948/49           | Milán             | Serie A           | 11     | 2    | -             | 0             | 0             | -                    | 0                    | 0                    | 11     | 2      |
| Celkem za Milán   | Celkem za Milán   | Celkem za Milán   | 79     | 40   | -             | 0             | 0             | -                    | 0                    | 0                    | 79     | 40     |
| 1949/50           | Legnano           | Serie B           | 33     | 21   | -             | 0             | 0             | -                    | 0                    | 0                    | 33     | 21     |
| 1950/51           | Legnano           | Serie B           | 5      | 4    | -             | 0             | 0             | -                    | 0                    | 0                    | 5      | 4      |
| Celkem za Legnano | Celkem za Legnano | Celkem za Legnano | 38     | 25   | -             | 0             | 0             | -                    | 0                    | 0                    | 38     | 25     |
| Celkově           | Celkově           | Celkově           | 250    | 145  | -             | 9             | 9             | -                    | 3                    | 4                    | 262    | 158    |

## Hráčské úspěchy

### Klubové
- vítěz italské ligy (2x)

Boloňa: 1938/39, 1940/41

### Individuální
- 2x nejlepší střelec ligy (1938/39, 1940/41)

## Trenérské úspěchy
- vítěz italské ligy (1x)

Milán: 1954/55
- vítěz 2. italské ligy (1x)

Varese: 1963/64
- vítěz 3. italské ligy (1x)

Varese: 1962/63